# American Le Mans Series
Il campionato automobilistico American Le Mans Series, o ALMS, era un campionato automobilistico creato nel 1999 da Don Panoz. L'ALMS era approvato dall'International Motor Sports Association o IMSA. La competizione si svolgeva esclusivamente in Nord America e si articola (2009) su 10 gare.

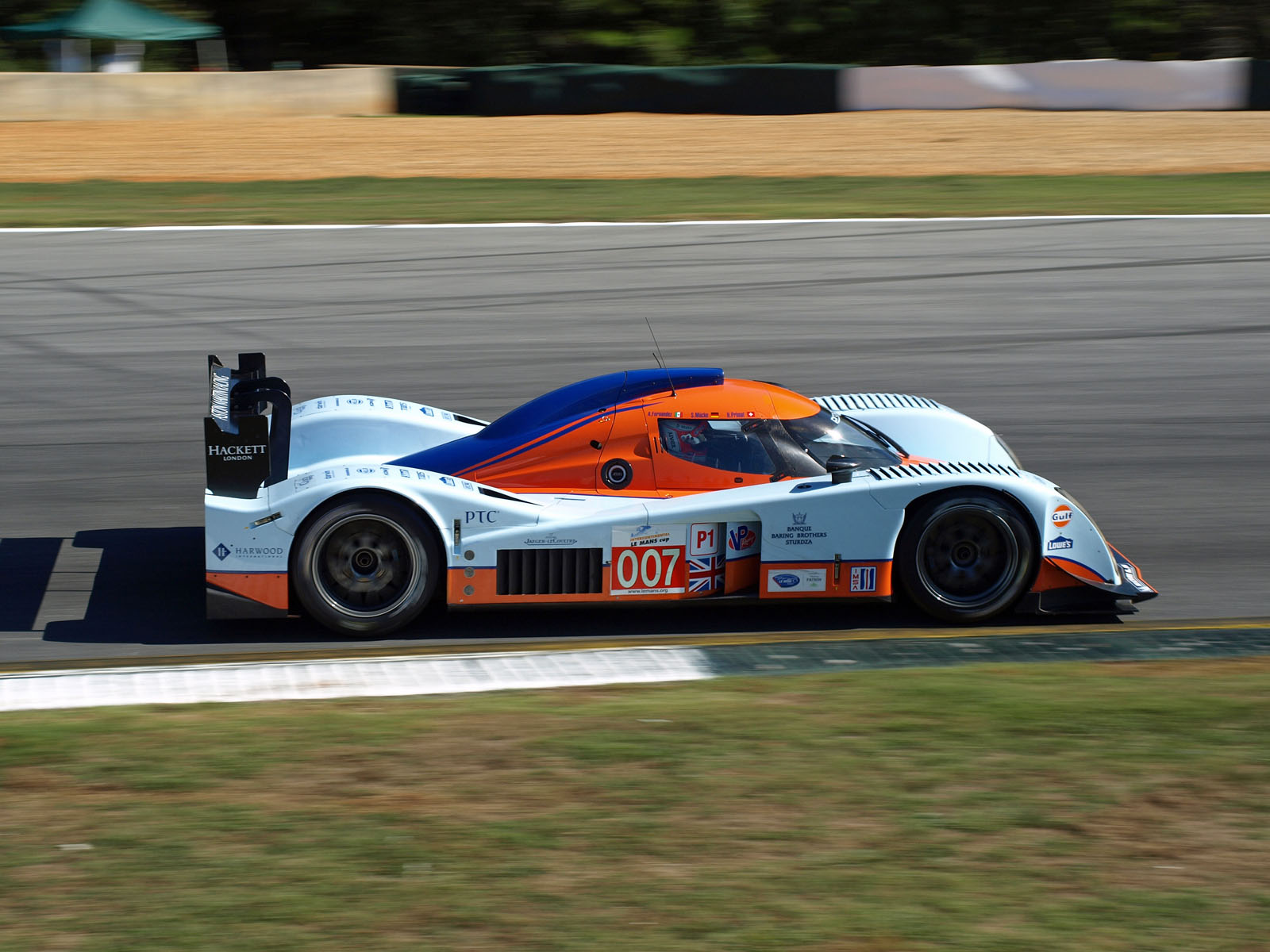
Lola-Aston Martin B09/60 qualificazioni 2011 Petit Le Mans, Road Atlanta.

Nel 2013 si è svolta l'ultima edizione del campionato ALMS che nel 2014 è confluito nel United SportsCar Championship nato dall'unione della American Le Mans Series con il campionato Rolex Sports Car Series, il tutto organizzato dall'International Motor Sports Association.

## Storia
I due principali eventi della serie erano la 12 Ore di Sebring, prima gara del campionato che si tiene a marzo, e la Petit Le Mans che si disputava sul circuito di Road Atlanta. Altre gare si tenevano sul circuito di Mid-Ohio, sul circuito di Laguna Seca, sull'Infineon Raceway, sul circuito di Portland, al Lime Rock Park e al Mosport International Raceway. Nel 2005 le gare da disputare sono salite a 10 in quanto è stato aggiunto un evento sul circuito di Road Atlanta. Alla fine della stagione la vittoria nella classe di maggior prestigio è andata all'accoppiata di piloti europei Frank Biela e Emanuele Pirro. Il campionato è stato dominato dalle vetture Audi fino al 2009, anno in cui ha trionfato l'Acura ARX-02a del team Patrón Highcroft. Nel 2012 a seguito della profonda crisi in cui versa il campionato, orfana quasi del tutto dei prototipi LMP1 Don Panoz cede la proprietà della serie alla famiglia France, che organizzerà un campionato unico ALMS-Grand AM dal 2014.Nel 2013 le due categorie rimarranno divise ma organizzeranno eventi in comune.

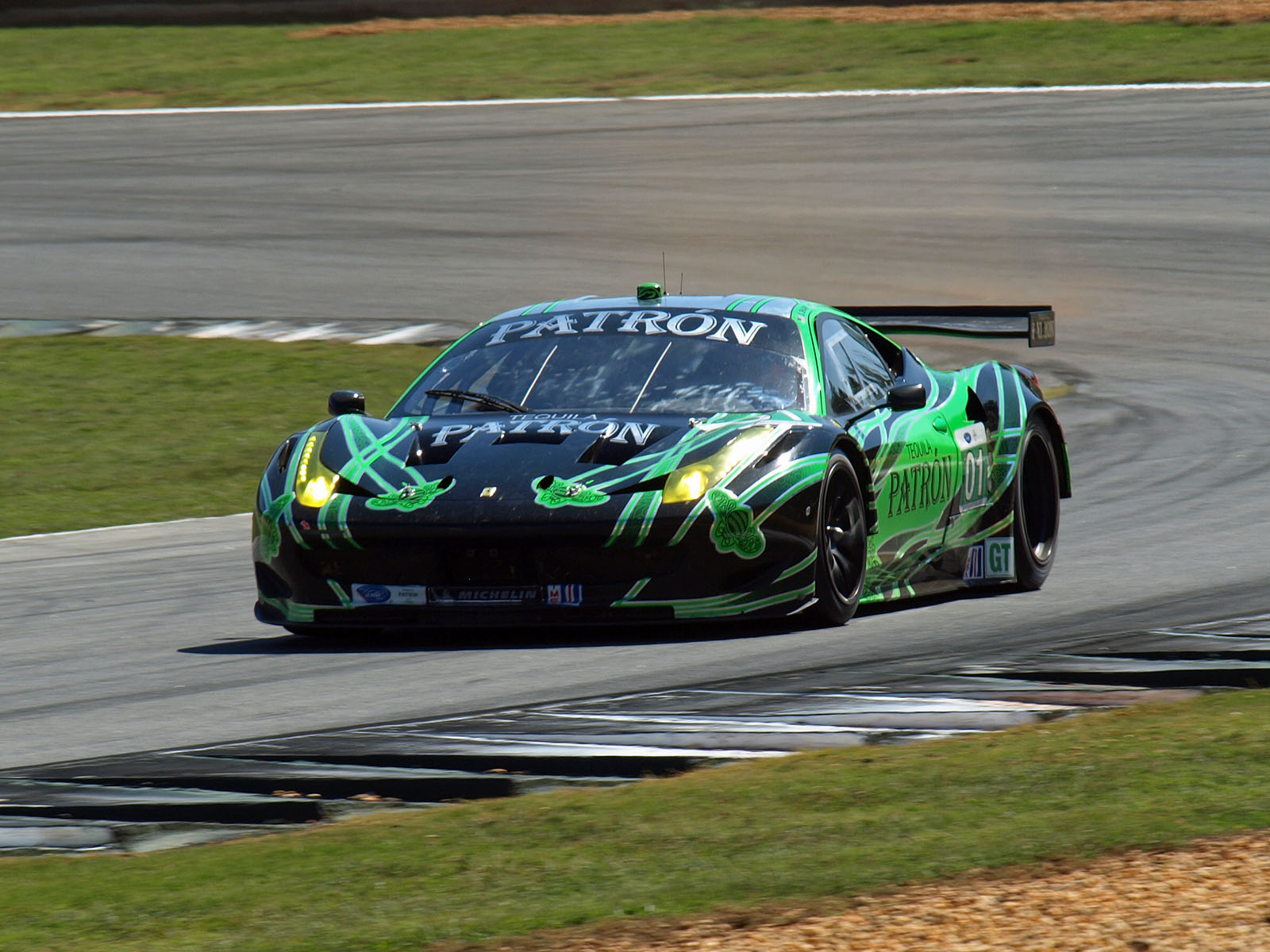
Petit Le Mans 2011, Ferrari 458

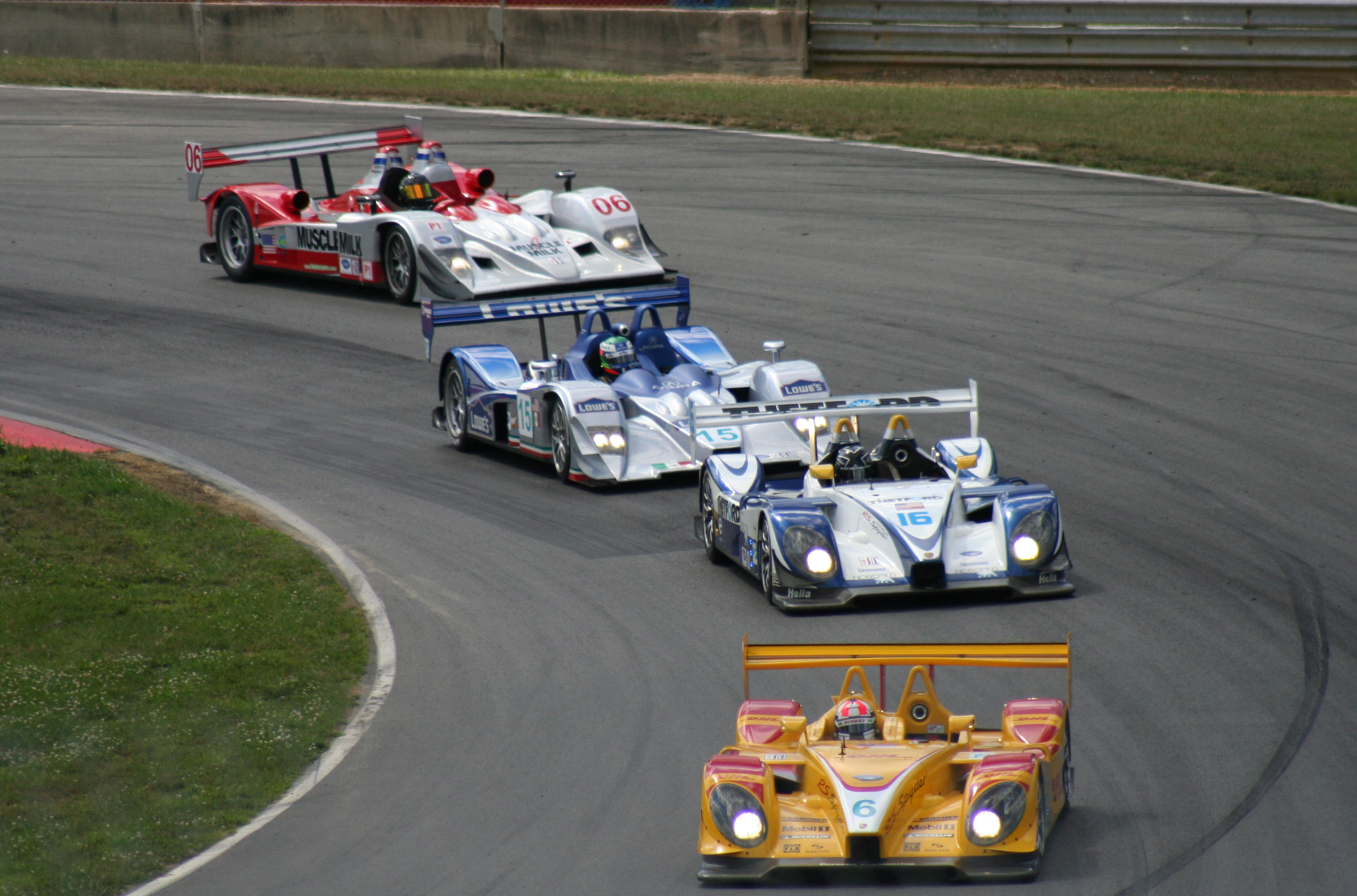
ALMS Prototypes:Penske Porsche RS Spyder, Dyson Porsche RS Spyder, Fernandez Lola B06/43-Acura, Cytosport Lola B06/10-AER (Mid-Ohio 2007)

## Regolamento
La American Le Mans Series utilizzava nel suo svolgersi il regolamento e le norme emanate, per la 24 Ore di Le Mans, dall'Automobile Club de l'Ouest che appunto organizza la famosa competizione. Come per la 24 Ore anche in questo campionato corrono, contemporaneamente, diverse classi di vetture affidate a più piloti, l'equipaggio della vettura. Il punteggio viene assegnato gara per gara secondo una classifica che viene redatta sulla base dell'ordine di arrivo delle vetture delle diverse classi. Si hanno quindi più classifiche, oltre all'assoluta che tiene conto dello svolgimento totale della gara. Ogni pilota guadagna dei punti sulla base dei risultati conseguiti nelle sue effettive presenze. A fine stagione il team vincente di ogni classe guadagna un invito a partecipare alla 24 Ore di Le Mans. I team privati, cioè quelle scuderie che non sono diretta emanazione di una Casa, partecipano alla IMSA Cup, oltre che alla conquista dei premi speciali che vengono assegnati nelle diverse gare.

### Regolamento anno 2008
L'ACO per la stagione agonistica 2008 ha apportato delle modifiche alla categoria prototipi soprattutto alla classe LMP2, però sono state recepite solo in parte dall'ALMS, questo per privilegiare lo spettacolo in pista e la lotta per la classifica assoluta con le vetture LMP1.
Regolamento IMSA: Cat. LMP1 peso 925 kg, serbatoio benzina 90 litri, diesel 81 litri; Cat. LMP2 peso 800 kg, serbatoio 90 litri.
Regolamento ACO: Cat. LMP1 peso 900 kg, serbatoio benzina 90 litri, diesel 81 litri; Cat. LMP2 peso 825 kg, serbatoio 80 litri.

## Categorie
Vi erano due tipologie principali di vetture da competizione: gli Sport Prototipi (LMP) e le Gran Turismo (GT), entrambe sono poi divise in due sottoclassi che differiscono tra loro nelle specifiche tecniche. I Prototipi, come dice il nome stesso, sono vetture appositamente costruite per le competizioni e non hanno legame alcuno con le vetture di produzione, mentre le Gran Turismo derivano da vetture di serie modificate. Queste modifiche possono essere molto estese e rilevanti. Nel 2009 vista la carenza di iscritti il campionato ammette al via vetture in configurazione challenge GT.

## Albo d'oro
|      |          | LMP                                      |                                 | GTS                                        | GT                            |                                   |
| ---- | -------- | ---------------------------------------- | ------------------------------- | ------------------------------------------ | ----------------------------- | --------------------------------- |
| 1999 | Squadra  | Panoz Motorsports                        |                                 | Dodge Viper Team Oreca                     | Prototype Technology Group    |                                   |
| 1999 | Pilota/i | Elliott Forbes-Robinson                  | Olivier Beretta                 | Cort Wagner                                |                               |                                   |
| 2000 | Squadra  | Joest Racing-Audi Sport North America    |                                 | Dodge Viper Team Oreca                     | Dick Barbour Racing           |                                   |
| 2000 | Pilota/i | Allan McNish                             | Olivier Beretta                 | Dirk Müller                                |                               |                                   |
|      |          | LMP900                                   | LMP675                          | GTS                                        | GT                            |                                   |
| 2001 | Squadra  | Joest Racing-Audi Sport North America    | Dick Barbour Racing             | Corvette Racing                            | BMW Motorsport                |                                   |
| 2001 | Pilota/i | Emanuele Pirro                           | Didier de Radiguès              | Terry Borcheller                           | Jörg Müller                   |                                   |
| 2002 | Squadra  | Joest Racing-Audi Sport North America    | KnightHawk Racing               | Corvette Racing                            | Alex Job Racing               |                                   |
| 2002 | Pilota/i | Tom Kristensen                           | Jon Field                       | Ron Fellows                                | Lucas Luhr Sascha Maassen     |                                   |
| 2003 | Squadra  | Joest Racing                             | Dyson Racing                    | Corvette Racing                            | Alex Job Racing               |                                   |
| 2003 | Pilota/i | Frank Biela Marco Werner                 | Chris Dyson                     | Ron Fellows Johnny O'Connell               | Lucas Luhr Sascha Maassen     |                                   |
|      |          | LMP1                                     | LMP2                            | GTS                                        | GT                            |                                   |
| 2004 | Squadra  | Champion Racing                          | Miracle Motorsports             | Corvette Racing                            | Alex Job Racing               |                                   |
| 2004 | Pilota/i | Marco Werner JJ Lehto                    | Ian James                       | Ron Fellows Johnny O'Connell               | Timo Bernhard                 |                                   |
|      |          | LMP1                                     | LMP2                            | GT1                                        | GT2                           |                                   |
| 2005 | Squadra  | Champion Racing                          | Intersport Racing               | Corvette Racing                            | Petersen/White Lightning      |                                   |
| 2005 | Pilota/i | Frank Biela Emanuele Pirro               | Clint Field                     | Olivier Beretta Oliver Gavin               | Patrick Long Jörg Bergmeister |                                   |
| 2006 | Squadra  | Champion Racing-Audi Sport North America | Penske Racing                   | Corvette Racing                            | Risi Competizione             |                                   |
| 2006 | Pilota/i | Rinaldo Capello Allan McNish             | Lucas Luhr Sascha Maassen       | Olivier Beretta Oliver Gavin               | Jörg Bergmeister              |                                   |
| 2007 | Squadra  | Champion Racing-Audi Sport North America | Penske Racing                   | Corvette Racing                            | Risi Competizione             |                                   |
| 2007 | Pilota/i | Rinaldo Capello Allan McNish             | Timo Bernhard Romain Dumas      | Olivier Beretta Oliver Gavin               | Mika Salo Jaime Melo          |                                   |
| 2008 | Squadra  | Champion Racing-Audi Sport North America | Penske Racing                   | Corvette Racing                            | Flying Lizard Motorsports     |                                   |
| 2008 | Pilota/i | Lucas Luhr Marco Werner                  | Timo Bernhard Romain Dumas      | Johnny O'Connell Jan Magnussen             | Jörg Bergmeister Wolf Henzler |                                   |
|      |          | LMP1                                     | LMP2                            | GT                                         | GTC                           |                                   |
| 2009 | Squadra  | Patrón Highcroft Racing                  | Lowe's Fernández Racing         | Flying Lizard Motorsports                  | Snow Racing                   |                                   |
| 2009 | Pilota/i | Scott Sharp David Brabham                | Adrián Fernández Luis Díaz      | Patrick Long Jörg Bergmeister              | Martin Snow Melanie Snow      |                                   |
|      |          | LMP                                      | LMP                             | LMPC                                       | GT                            | GTC                               |
| 2010 | Squadre  | Patrón Highcroft Racing                  | Patrón Highcroft Racing         | Level 5 Motorsports                        | BMW RLR                       | Black Swan Racing                 |
| 2010 | Piloti   | Simon Pagenaud David Brabham             | Simon Pagenaud David Brabham    | Scott Tucker                               | Patrick Long Jörg Bergmeister | Tim Pappas Jeroen Bleekemolen     |
|      |          | P1                                       | P2                              | PC                                         | GT                            | GTC                               |
| 2011 | Squadre  | Dyson Racing                             | Level 5 Motorsports             | Genoa Racing                               | BMW Team RLL                  | Black Swan Racing                 |
| 2011 | Piloti   | Chris Dyson Guy Smith                    | Scott Tucker Christophe Bouchut | Gunnar Jeannette Ricardo González Eric Lux | Dirk Müller Joey Hand         | Tim Pappas                        |
| 2012 | Squadra  | Milk Pickett Racing                      | Level 5 Motorsports             | CORE Autosport                             | Corvette Racing               | Alex Job Racing                   |
| 2012 | Piloti   | Klaus Graf Lucas Luhr                    | Scott Tucker Christophe Bouchut | Alex Popow                                 | Oliver Gavin Tom Milner Jr.   | Cooper MacNeil                    |
| 2013 | Squadra  | Muscle Milk Pickett Racing               | Level 5 Motorsports             | BAR1 Motorsports                           | Corvette Racing               | Flying Lizard Motorsports         |
| 2013 | Piloti   | Klaus Graf Lucas Luhr                    | Scott Tucker                    | Chris Cumming                              | Jan Magnussen Antonio García  | Cooper MacNeil Jeroen Bleekemolen |

| Sigla     | Categorie dal 2011          |
| --------- | --------------------------- |
| LMP1 / P1 | Le Mans Prototype 1         |
| LMP2 / P2 | Le Mans Prototype 2         |
| LMPC / PC | Le Mans Prototype Challenge |
| GT        | Le Mans GT                  |
| GTC       | GT Challenge                |

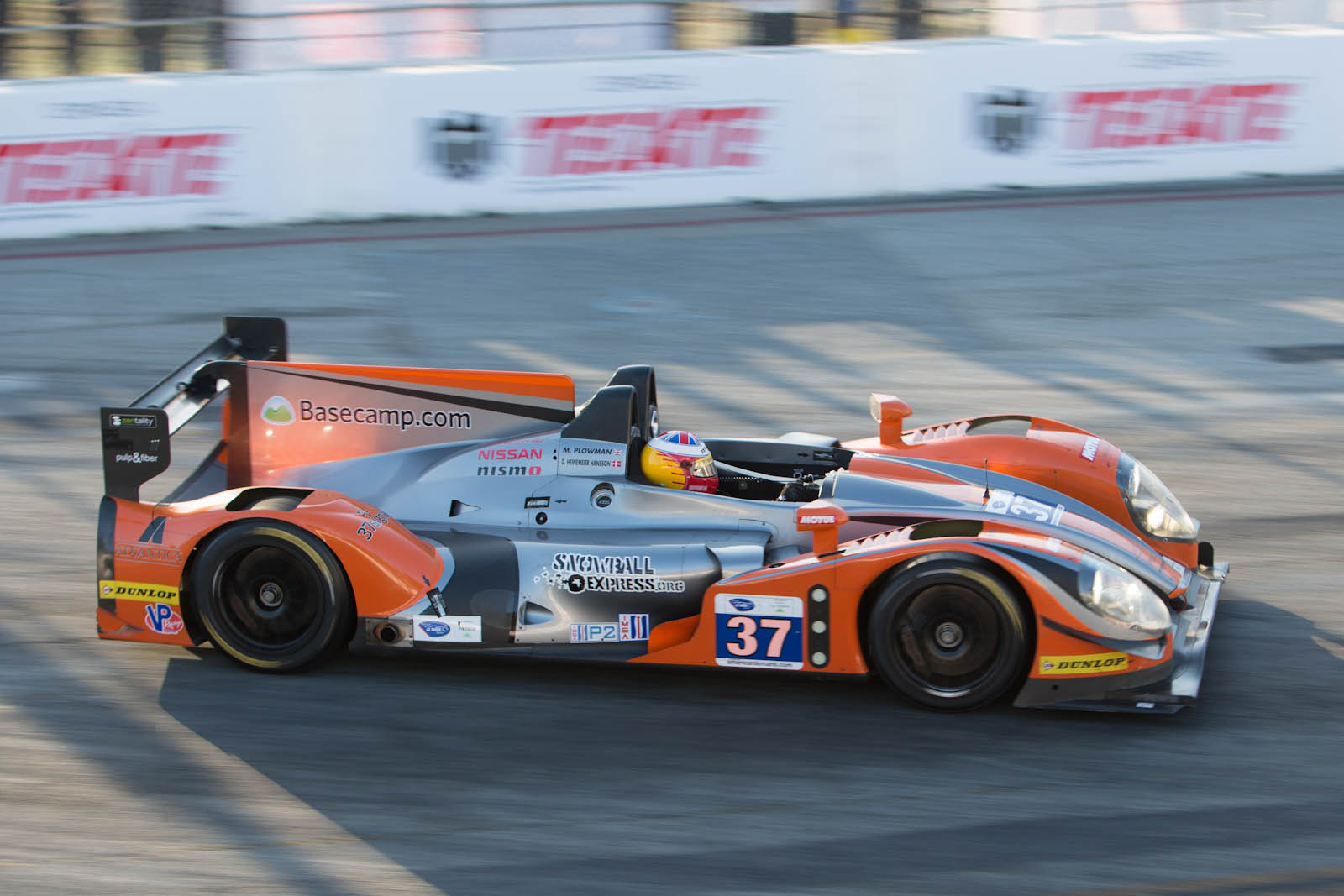
Morgan LMP2-Nissan, 2012 American Le Mans Series - Long Beach

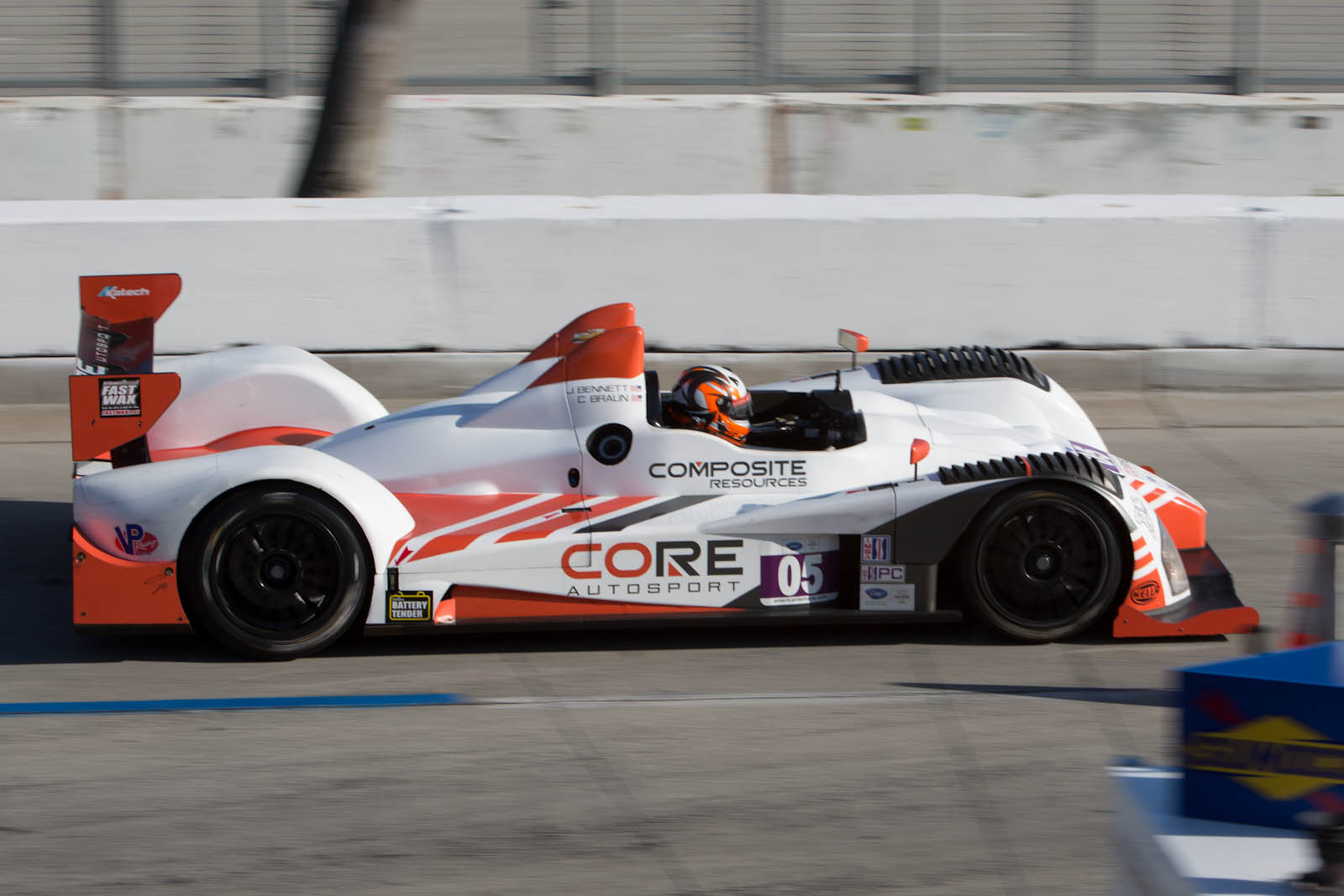
Oreca FLM09-Chevrolet LMPC, 2012 American Le Mans Series - Long Beach

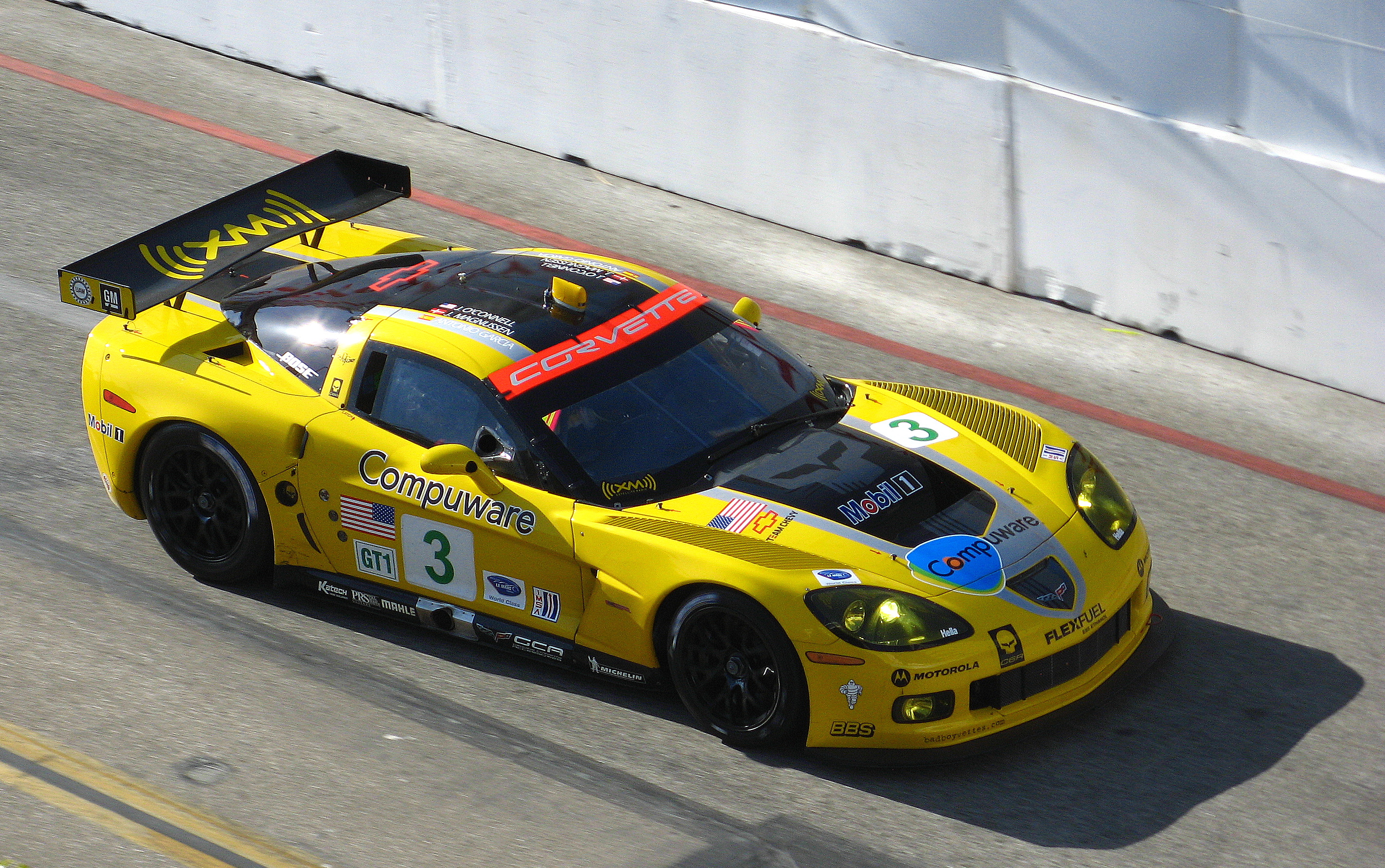
Corvette C6-R, ALMS 2009 - Long Beach GP

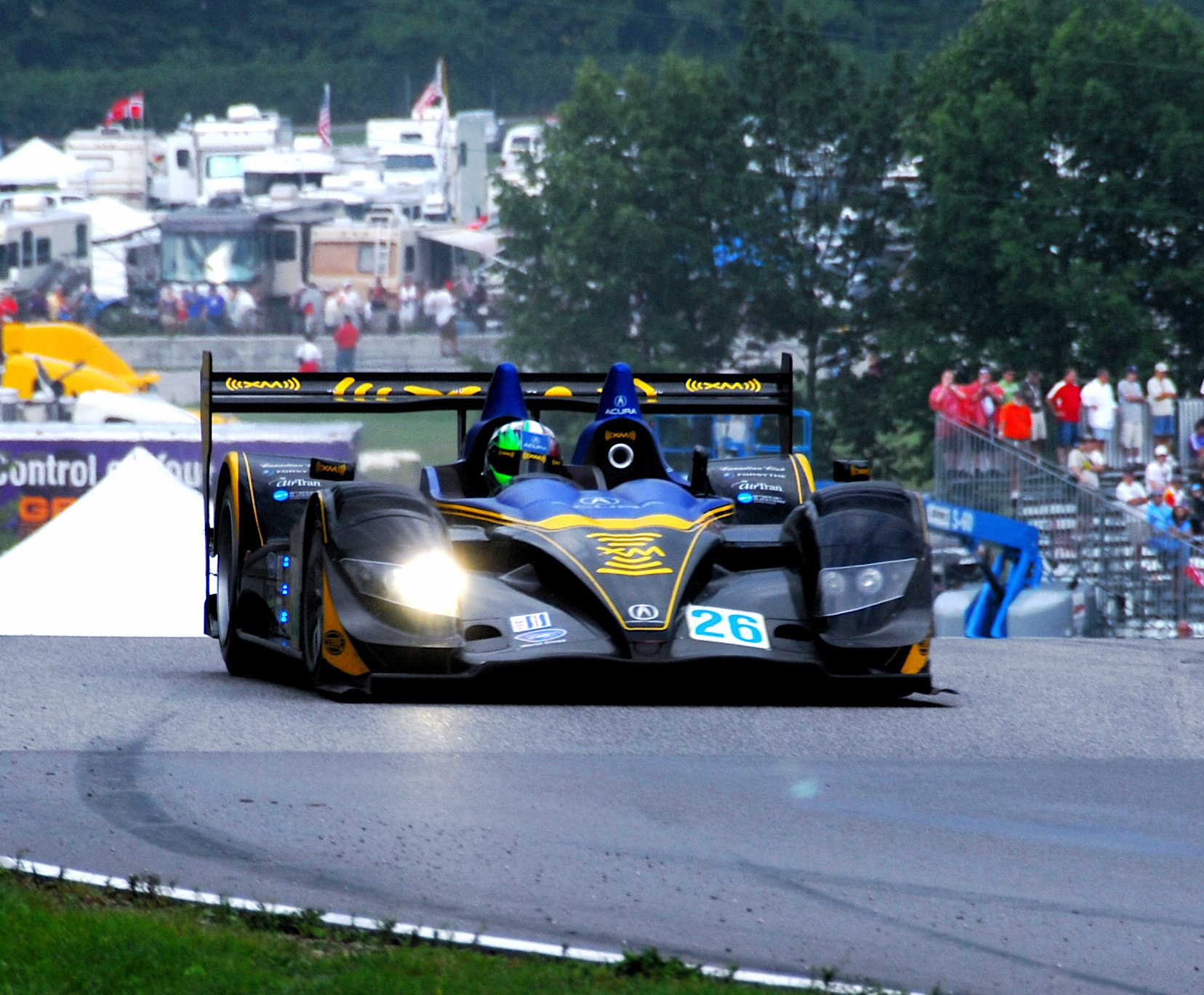
Acura ARX-01, Generac500, 2007

- Nota=LMPC sono auto provenienti dal monomarca Oreca organizzato dall'ACO "Le Mans Prototype Challenge" ex  "Formula Le Mans" che si corre con Oreca FLM09 vettura basata sullo chassis Courage LC75 LMP2 equipaggiata con motore V8 del gruppo General Motors.

### Squadre-Vetture
| Anno | LMP                                               | LMP                                            | GTS                               | GT                                           |                             |
| ---- | ------------------------------------------------- | ---------------------------------------------- | --------------------------------- | -------------------------------------------- | --------------------------- |
| 1999 | Panoz Panoz GTR-1 Panoz LMP-1 - Élan              | Panoz Panoz GTR-1 Panoz LMP-1 - Élan           | Oreca Dodge Viper                 | Prototype Technology Group BMW M3 GTR        |                             |
| 2000 | Audi Sport North America Audi R8R Audi R8 LMP     | Audi Sport North America Audi R8R Audi R8 LMP  | Oreca Dodge Viper GTS-R           | Dick Barbour Porsche 911 GT3-R               |                             |
| Anno | LMP900                                            | LMP675                                         | GTS                               | GT                                           |                             |
| 2001 | Audi Sport North America Audi R8 LMP              | Dick Barbour Reynard 01Q - Judd                | Corvette Chevrolet Corvette C5-R  | BMW BMW M3 GTR                               |                             |
| 2002 | Audi Sport North America Audi R8 LMP              | KnightHawk MG-Lola EX257                       | Corvette Chevrolet Corvette C5-R  | Alex Job Porsche 911 GT3-RS                  |                             |
| 2003 | Joest Audi R8 LMP                                 | Dyson MG-Lola EX257                            | Corvette Chevrolet Corvette C5-R  | Alex Job Porsche 911 GT3-RS                  |                             |
| Anno | LMP1                                              | LMP2                                           | GTS                               | GT                                           |                             |
| 2004 | Champion Audi R8 LMP                              | Miracle Lola B2K/40 - Nissan Courage C65 - AER | Corvette Chevrolet Corvette C5-R  | Alex Job Porsche 911 GT3-RSR                 |                             |
| Anno | LMP1                                              | LMP2                                           | GT1                               | GT2                                          |                             |
| 2005 | Champion Audi R8 LMP                              | Intersport Lola B05/40 - AER                   | Corvette Chevrolet Corvette C6.R  | Petersen/White Lightning Porsche 911 GT3 RSR |                             |
| 2006 | Audi Sport North America Audi R8 LMP Audi R10 TDI | Penske Porsche RS Spyder                       | Corvette Chevrolet Corvette C6.R  | Risi Ferrari F430 GT2                        |                             |
| 2007 | Audi Sport North America Audi R10 TDI             | Penske Porsche RS Spyder                       | Corvette Chevrolet Corvette C6.R  | Risi Ferrari F430                            |                             |
| 2008 | Audi Sport North America Audi R10 TDI             | Penske Porsche RS Spyder                       | Corvette Chevrolet Corvette C6.R  | Flying Porsche 911 GT3-RSR                   |                             |
| Anno | LMP1                                              | LMP2                                           | GT2                               | GT2                                          |                             |
| 2009 | Highcroft Acura ARX-02a                           | Fernández Acura ARX-01B                        | Flying Lizard Porsche 911 GT3-RSR | Flying Lizard Porsche 911 GT3-RSR            |                             |
| Anno | LMP                                               | LMP                                            | LMPC                              | GT                                           |                             |
| 2010 | Highcroft HPD ARX-01C                             | Highcroft HPD ARX-01C                          | Level 5 Oreca FLM09               | Rahal Letterman BMW M3                       |                             |
| Anno | LMP1                                              | LMP2                                           | LMPC                              | GT                                           |                             |
| 2011 | Dyson Lola B09/86                                 | Level 5 Lola B08/80, Lola B11/40, HPD ARX-01g  | Core Oreca FLM09                  | Rahal Letterman BMW M3                       | Rahal Letterman BMW M3      |
| Anno | LMP1                                              | LMP2                                           | LMPC                              | GT                                           |                             |
| 2012 | Pickett HPD ARX-03a                               | Level 5 HPD ARX-03b                            | Core Oreca FLM09                  | Corvette Chevrolet Corvette                  | Corvette Chevrolet Corvette |
| 2013 | Pickett HPD ARX-03a                               | Level 5 HPD ARX-03b                            | Core Oreca FLM09                  | Corvette Chevrolet Corvette                  | Corvette Chevrolet Corvette |